# Шошдя
Шошдя (рум. Șoșdea) — село у повіті Караш-Северін в Румунії. Входить до складу комуни Меурень.
Село розташоване на відстані 377 км на захід від Бухареста, 33 км на північний захід від Решиці, 40 км на південний схід від Тімішоари.

## Населення
За даними перепису населення 2002 року у селі проживали 916 осіб.
Національний склад населення села:
| Національність | Кількість осіб | Відсоток |
| -------------- | -------------- | -------- |
| румуни         | 903            | 98,6%    |
| угорці         | 5              | 0,5%     |
| серби          | 5              | 0,5%     |

Рідною мовою назвали:
| Мова      | Кількість осіб | Відсоток |
| --------- | -------------- | -------- |
| румунська | 908            | 99,1%    |
| угорська  | 5              | 0,5%     |